# Osyp Makowej
Osyp Stepanowycz Makowej (ukr. О́сип Степа́нович Макове́й; ur. 23 sierpnia 1867 w Jaworowie, zm. 21 sierpnia 1925 w Zaleszczykach) – ukraiński pisarz, pedagog, tłumacz i krytyk literacki. W latach 1874–1879 uczył się w szkole w mieście rodzinnym, w latach 1879–1887 – w ukraińskim gimnazjum akademickim we Lwowie. W 1893 został absolwentem Wydziału Filozoficznego Uniwersytetu Lwowskiego, nieco później zdobył stopień naukowy doktora. Pracował jako wykładowca w seminariach nauczycielskich w Czerniowcach i we Lwowie, od 1913 – jako dyrektor seminarium nauczycielskiego w Zaleszczykach (tutaj także nauczał języka ukraińskiego oraz literatury). W lutym 1921 został aresztowany przez władzę polskie i do początku marca przebywał w więzieniu w Czortkowie.
Jego żoną była Olha, córka księdza greckokatolickiego Teofila Korduby, proboszcza parafii przy cerkwi Trójcy Przenajświętszej w Brzeżanach.
W 1957 w Zaleszczykach powstał pomnik poświęcony Makowejowi.